# جناس تام
الجناس المركب هو أكمل أنواع الجناس إبداعًا وأسماها رُتبةً، وهو ما اتَّفق فيه اللفظان في أمورٍ أربعةٍ هي: نوع الحروف، عددها، ترتيبها وشكلها.

## أوجه الاتفاق
يتفق اللفظان في الجناس المركب في أمورٍ أربعةٍ هي:
1. نوع الحروف: أي جنسها، كالألِف والباء وغيرها.
2. عددها: أي يكون العدد نفسه في الكلمتين.
3. ترتيبها: أي إذا كان الباء -مثلًا- في أول الكلمة الأولى، فيجب أن يكون ترتيبها كذلك في الثانية.
4. شكلها: أي في الحركات والسكنات.

## مثال
مثال الجناس التام في قول الله تعالى:" وَيَوْمَ تَقُومُ السَّاعَةُ يُقْسِمُ الْمُجْرِمُونَ مَا لَبِثُوا غَيْرَ سَاعَةٍ."